# ダイアヴィック空港
ダイアヴィック空港（英語：Diavik Airport）は、カナダのノースウエスト準州にある私営飛行場である。この空港はダイアヴィク鉱山によって運営されている。
エカティ空港に近接しており、混雑する地区にある。緊急の場合を除いて着陸には事前許可が必要である。